# Waterland (película)
Waterland es una película del Reino Unido basada en la novela Waterland de 1983 escrita por Graham Swift. La cinta fue estrenada en 1992, dirigida por Stephen Gyllenhaal y protagonizada por Jeremy Irons y Sinéad Cusack quienes interpretan a Tom Crick y Mary Crick.

## Sinopsis
Tom Crick es un profesor de historia en un colegio inglés, la apatía de su alumnos lo incita, en un comienzo, a narrar a su clase algunos recuerdos excitantes de su juventud, pero con los días y los recientes problemas con su esposa Mary, aparece un Tom atormentado que necesita desahogarse, con esto las historias cambian poco a poco haciéndose más complejas y turbulentas, saliendo a flote todo el traumático pasado, en las tierras pantanosas del Este de Inglaterra.
- Datos: Q596844